# 10343 Church
10343 Church eller 1991 VW8 är en asteroid i huvudbältet som upptäcktes den 4 november 1991 av Spacewatch vid Kitt Peak-observatoriet. Den är uppkallad efter den amerikanske konstnären Frederic Edwin Church.
Asteroiden har en diameter på ungefär 10 kilometer och den tillhör asteroidgruppen Themis.